# Castle Creek (Fraser River)
Der Castle Creek ist ein etwa 53 km langer linker Nebenfluss des Fraser River in der kanadischen Provinz British Columbia.

## Flusslauf
Der Castle Creek verläuft in den Cariboo Mountains, eine Gebirgsgruppe westlich der kanadischen Rocky Mountains. Er entspringt auf einer Höhe von etwa 1800 m. Er fließt anfangs 10 Kilometer in Richtung Nordnordwest. Anschließend wendet sich der Castle Creek nach Nordosten. 1,9 Kilometer oberhalb der Mündung kreuzt die Bahnstrecke der Canadian National Railway den Flusslauf. Der Castle Creek mündet schließlich 11,5 km südöstlich der Ortschaft McBride in den Oberlauf des Fraser River. Die Gletscher im 510 km² großen Einzugsgebiet des Castle Creek befinden sich im Rückzug.

## Wasserkraftnutzung
Bei Flusskilometer 23 trifft ein namenloser Nebenfluss von Süden kommend auf den Castle Creek. An diesem rechten Nebenfluss befindet sich ein Laufwasserkraftwerk (⊙), das über einen 4,3 km langen Tunnel sein Wasser von einem oberstrom gelegenen Wehr (⊙) erhält. Über einen etwa 100 m langen Kanal gelangt das Wasser unterhalb dem Kraftwerk zum Castle River. Betreiber ist Castle Mountain Hydro. BC Hydro kauft den vom Wasserkraftwerk produzierten „sauberen Strom aus erneuerbaren Energien“. Das Kraftwerk ging 2015 in Betrieb und soll jährlich 34 GWh Strom erzeugen sowie zur Energiesicherheit von McBride beitragen.